# Luís António Furtado de Castro do Rio de Mendonça e Faro
Luís António Furtado de Castro do Rio de Mendonça e Faro, 6.º visconde e 1.º conde de Barbacena (Sacavém, 7 de Setembro de 1754 – Lisboa, 7 de Abril de 1830). Irmão do 4.º visconde, era licenciado em filosofia, e foi governador de Minas Gerais ao tempo da Inconfidência Mineira (dos responsáveis indirectos pela execução do Tiradentes), além de membro da deputação portuguesa enviada por Junot a Napoleão a Baiona, em 1808.

## Dados iniciais
Filho do 5.º visconde, Francisco Vicente Xavier Furtado de Castro do Rio e Mendonça, e de Maria Antónia Gertrudes de Mendonça, cedo revelou a sua inteligência, atraindo as atenções do Marquês de Pombal (à data primeiro-ministro português), o qual ordenou que o jovem se matriculasse na Universidade de Coimbra (cujos estatutos Pombal mandara recentemente reformar, em 1772), a fim de não desperdiçar seu talento. Matriculou-se em leis, depois em filosofia, curso no qual obteve o grau de doutor, tendo inclusivamente leccionado a cadeira de história natural, por impedimento do respectivo regente (o italiano Domingos Vandelli), quando ainda era estudante.
Comenta um cronista: «Mostrando cedo inteligência e aplicação pouco vulgares, foi, segundo as insinuações de Pombal, mandado estudar na Universidade de Coimbra, depois da reforma deste estabelecimento de instrução superior, em 1772. Matriculando-se nas faculdades de filosofia e de leis, foi o primeiro que recebeu o grau de Doutor em filosofia. Enquanto completava o curso de direito, regeu, durante o impedimento do professor Vandelli, a cadeira de História Natural, em que se houve com competência. Concluídos os estudos, regressou a Lisboa, e cultivando com dedicação a historia natural, foi um dos instituidores da Academia Real das Ciências, na qual serviu de secretário desde a criação, até que partiu para o Brasil, por ter sido nomeado governador e capitão general das Minas Gerais.»
Da paixão pela história natural destaca-se o ter sido um dos fundadores (para além de primeiro secretário), ao lado de nomes como José Francisco Correia da Serra (o famoso Abade Correia da Serra), João Carlos de Bragança (2.º duque de Lafões) e ainda Vandelli, da Academia Real das Ciências de Lisboa, em 24 de Dezembro de 1779, contando com o alto patrocínio da rainha D. Maria I.

## Em Minas Gerais
Em 11 de Julho de 1788 foi nomeado governador e capitão-general de Minas Gerais, a fim de substituir o corrupto Luís da Cunha Pacheco e Meneses, conde de Lumiares (cuja má actuação fora denunciada ao governo metropolitano, entre outros, pelo poeta Tomás António Gonzaga; curiosamente, o Visconde conhecia o poeta – mais tarde implicado na conjura da Inconfidência Mineira –, já que este havia escrito dois sonetos para celebrar o nascimento de seu filho Francisco Furtado de Mendonça, em Lisboa, no ano de 1780).
Com instruções claras para aplicar um alvará datado de Dezembro de 1750, segundo o qual aquela capitania (então a maior produtora aurífera do Brasil) deveria enviar para a metrópole cem arrobas de ouro (mil e quinhentos quilos do metal precioso), sob pena de se aplicar aos colonos a odiosa taxa conhecida como derrama – tributo pessoal destinado a colmatar a diferença até se perfazer o valor de ouro decretado pela Coroa –, o Visconde viria a anunciar a cobrança do temido imposto para Fevereiro de 1789.
Será neste contexto de opressão que nasce a revolta independentista conhecida como Inconfidência Mineira, destinada a libertar Minas Gerais do jugo colonial e opressor com que Portugal subjugava os mineiros. O plano foi denunciado ao próprio Visconde de Barbacena por Joaquim Silvério dos Reis, um coronel de milícias, fazendeiro e minerador falido, com um elevado passivo para com as autoridades portuguesas; a troco da sua denúncia, as suas dívidas seriam perdoadas e receberia o título de cavaleiro da Ordem de Cristo.
Dessa forma, o Visconde ordenou severa repressão policial (que se estendeu também à vizinha província do Rio de Janeiro), obtendo a prisão dos conspiradores (entre os quais Joaquim José da Silva Xavier, o célebre «Tiradentes», o único réu que viria a ser enforcado pelo crime de lesa-pátria, destinando-se assim a servir de exemplo a futuros revoltosos, mas ao mesmo tempo tornando-se um mártir da causa da independência brasileira). Não obstante, para não incendiar mais os ânimos locais, Furtado de Mendonça mandou suspender as medidas tributárias que haviam estado na origem da revolta. Por esta época (1791) elevou o Arraial da Igreja Nova de Campolide, na capitania, à situação de vila, dando-lhe o nome do seu próprio título: a Vila de Barbacena, toponímia que permanece até os dias de hoje no município de Barbacena em Minas Gerais.
Comenta um cronista:
«No tempo deste seu governo, apareceu a primeira tentativa de revolta, sendo a primeira manifestação da ideia da independência do Brasil. O movimento foi iniciado por Joaquim José da Silva Xavier, o Tiradentes, com auxílio de diversos indivíduos, em que se contavam os poetas Alvarenga Peixoto e Cláudio Manuel da Costa. A revolta foi denunciada por Joaquim Silvério dos Reis e Barbacena imediatamente mandou suspender as medidas tributárias que os revolucionários apontavam como iníquas e opressivas e prender todos ou implicados nessa revolta, fazendo assim abortar a ideia de independência, que mais tarde se devia realizar.»

## No Reino
Exonerado em 1797 das funções do governo, retornou em 1798 ao reino, tornando-se vedor da princesa Carlota Joaquina, escrivão da Santa Casa da Misericórdia de Lisboa, e ainda presidente da Mesa da Consciência e Ordens. Por essa altura, instalou em Sacavém, sua terra natal, a sua residência, conhecida como Quinta do Rio.
Em Outubro de 1807, ante a primeira invasão francesa e a subsequente fuga da família real para o Rio de Janeiro, o Visconde escolheu permanecer na metrópole, ao invés de voltar ao Brasil. Foi uma das figuras designadas pela regência que o príncipe regente D. João deixara em Lisboa para ir saudar o invasor. O encontro entre a legação portuguesa e o general Jean-Andoche Junot veio precisamente a ocorrer na terra natal do visconde, Sacavém, a 29 de Novembro de 1807 (um dia antes da entrada dos franceses na capital portuguesa).
Alguns meses mais tarde, já em 1808, Junot designou-o como um dos membros da deputação portuguesa destinada a ir saudar Napoleão a Baiona, na fronteira franco-espanhola, a qual se dispôs a apresentar uma proposta no sentido de diminuir a contribuição de guerra do País, bem como a manutenção da soberania portuguesa e da Casa de Bragança no poder. Isto irritou o imperador de tal forma que os deputados viriam a ser feitos reféns e enviados para Bordéus, só regressando a Portugal em 1814, após a primeira abdicação de Napoleão e a restauração borbónica na pessoa de Luís XVIII.
Finda a guerra, dedicou-se novamente aos estudos. Em 1816, o rei D. João VI elevou-o à dignidade de Conde de Barbacena (por decreto de 23 de Setembro desse ano), vindo mais tarde ainda a ser recompensado com as funções de conselheiro de Estado. Faleceu vítima de doença prolongada.

## Casamento e descendência
Foi casado com D. Ana Rosa José de Melo, primogénita do 1.º marquês de Sabugosa, António Maria de Melo da Silva César e Meneses e de sua esposa Joaquina José Benta Maria de Meneses, tendo os seguintes 11 filhos:
1. Joaquina José Xavier de Mendonça;
2. Francisco Furtado de Castro do Rio de Mendonça (Lisboa, 11 de Dezembro de 1780 – 11 de Março de 1854) que lhe sucedeu nos títulos nobiliárquicos como 7.º visconde e 2.º conde de Barbacena. Fidalgo da Casa Real, 11.º senhor da vila de Barbacena;
3. António Maria Furtado de Castro do Rio de Mendonça; moço fidalgo por alvará de 9 de Julho de 1787 do livro 22 das mercês de D. Maria I, página 135;
4. José Furtado do Castro do Rio de Mendonça;
5. D. Afonso Furtado de Castro do Rio de Mendonça; moço fidalgo por alvará de 9 de Julho de 1787, livro 22 das mercês da Rainha D. Maria I, página 135;
6. Maria Teresa de Meneses;
7. Leonor Maria José de Castro do Rio;
8. Diogo Furtado de Castro do Rio de Mendonça, reitor da Universidade de Coimbra;
9. Luís Paula de Castro do Rio de Mendonça, ministro dos Negócios Eclesiásticos e da Justiça sob o reinado de D. Miguel I;
10. Ana José de Meneses;
11. João Gustavo Furtado de Castro do Rio de Mendonça.